# Chrysopilus occidentalis
Chrysopilus occidentalis är en tvåvingeart som beskrevs av Kerr 2010. Chrysopilus occidentalis ingår i släktet Chrysopilus och familjen snäppflugor. Inga underarter finns listade i Catalogue of Life.